# 송원로
송원로(Songwon-ro)는 경기도 수원시 장안구 송죽동 교구정사거리 에서 장안구 조원동 조원 나들목을 잇는도로이다.

## 주요 경유지
경기도
- 수원시 장안구 (송죽동 . 조원동)

## 노선
| 이름                  | 접속 노선               | 소재지 | 소재지 | 소재지 | 비고 |
| --------------------- | ----------------------- | ------ | ------ | ------ | ---- |
| 교구정사거리          | 송정로 영화로           | 수원시 | 장안구 | 송죽동 |      |
| 월계사거리            | 정조로                  | 수원시 | 장안구 | 송죽동 |      |
| 장안구청사거리        | 국도 제1호선 (경수대로) | 수원시 | 장안구 | 조원동 |      |
| 조원공원사거리        | 조원로                  | 수원시 | 장안구 | 조원동 |      |
| 주안말사거리          | 수일로                  | 수원시 | 장안구 | 조원동 |      |
| 수원북부순환로와 직결 |                         |        |        |        |      |

## 주요 건물및 시설
- 파리바게뜨 수원정자로얄점 (송원로 20/송죽동 517)
- 투썸플레이스 수원송죽점 (송원로 25/송죽동 379-16)
- 피자헛 수원송죽점 (송원로 51/송죽동 504-1)
- 스타벅스 수원종합운동장점 (송원로 71/송죽동 506-2)
- 장안구청 (송원로 101/조원동 888)
- 세븐일레븐 수원한일타운점 (송원로 113/조원동 288-7)